# Javaanse langoer
De Javaanse langoer (Trachypithecus auratus) is een bedreigde apensoort. Hij behoort tot de onderfamilie van de slankapen.
Deze aap leeft vooral in Indonesië: in Bali, Lombok en oostelijk Java.
De lengte is 43 - 65 cm en de staart is 61 - 87 cm. Zijn gewicht is 5 - 8 kg. Volwassen apen kunnen zowel zwart als oranje bruin gekleurd zijn. Jongen worden met de oranje bruine kleur geboren en verkleuren binnen een periode van 7 maanden naar hun echte kleur. 
Langoeren die later zwart van kleur zullen worden, hebben vaak een donkere staart punt. 

## Leefwijze
De aap is diurnaal, dat wilzeggen dat ze een dag en nacht ritme hebben en leven voornamelijk in de bomen. De Javaanse langoer eet voornamelijk bladeren, vruchten, bloemen en bloemknoppen, maar eet toch ook insectenlarven. Net zoals andere slankapen is de maag voor een betere vertering aangepast aan het dieet van plantendelen. Het heeft ook vergrote speekselklieren voor het verteren van het voedsel.
De Javaanse langoer is net zoals de andere langoeren een sociaal dier, dat in groepen van ongeveer zeven dieren leeft, inclusief 1 tot 2 volwassen mannetjes. De vrouwtjes passen niet alleen op hun eigen jongen, maar ook op die van de andere vrouwtjes in de groep. De vrouwtjes zijn agressief naar de vrouwtjes van andere groepen. De vrouwtjes werpen één jong per keer. Er is geen speciale paartijd.